# Јурица Галић
Јурица Галић (Сплит, 29. јул 1976) је хрватски путописац, фотограф, аутор кратких документараца, блогер и некадашњи вођа навијача Торциде. Познат је под надимком Јука.

## Биографија
Након завршене Основне школе "Братство и јединство" (данашње Основне школе "Бол"), похађао је Саобраћајну школу у Сплиту и постао техничар поштанског саобраћаја. Накнадно се дошколовао за пети степен - мајстор фотографије. У младости је радио као обезбеђење у ноћним клубовима, те био члан навијачке групе ФК Хајдук - "Торцида". Крајем 2000-их, посвећује се путовањима и другачијем начину живота зато што се, како наводи, сусрео са смрћу и доживео катарзу. Од тада путује, фотографише, снима, бележи, и преноси искуства широм Хрватске и региона.

## Каријера
У самом зачетку блогосфере у Хрватској и региону, Јурица Галић се истиче као аутор духовитих текстова и фотомонтажа на блогу TheMladichi. Свој сопствени портал TheMladichi основао је 2014.
Један је од најбољих учесника познатог семинара фотографије Fotosofia (2015), под вођством хрватског фотографа Дамира Хојке. Од 2016. стално сарађује са реномираним популарно-научним часописом Меридијани. Повремено објављује текстове и фотографије у путописним часописима Place2Go (Хрватска) и Travel Magazin (Србија). Његове радове је у више наврата објавио и National Geographic (Хрватска).
Његове фотографије су овенчане бројним наградама на такмичењима у Хрватској и региону. Одржао је 11 изложби.
Пише блогове и колумне за Далмацију данас.
У сарадњи са компанијом Једина.хр, снимио је прву епизоду телевизијског документарца "Номад" - "У постојбини Клукаса", чији је водитељ и сценариста. Телевизије са националном фреквенцијом нису биле заинтересоване за такав садржај, па је овај пројекат привремено остављен по страни.
Од 2019. снима мини документарце и забавне садржаје за свој јутјуб канал Јурица Галић Јука. Рад канала делимично финансирају пратиоци путем платформе Patreon.
Како би побољшао опрему за снимање и осигурао финансије за нова путовања, учествовао је у ријалити-шоу програму Фарма на Новој ТВ.

## Приватни живот
Живи у Сплиту са супругом Сандром Галић, ћерком Петром (рођ. 2017) и сином из првог брака Дином (рођ. 1999).